# Изградња путева
Изградња путева, која се често назива радови на путу, настаје када део пута, или у ретким случајевима, цео пут, мора бити заузет за радове који се тичу пута, најчешће у случају поправке коловозне површине. У Сједињеним Државама радови на путу такође могу значити било који рад који се обавља у непосредној близини пута (аутоцесте), као што су комунални радови или радови на далеководима (i.e. телефонски стубови). Општи појам радова на путу је познат као радна зона.
Радови на путу се, међутим, могу десити и када се догоди велика несрећа и крхотине са пута од судара треба очистити.
Радови на путу су често означени путоказима, иако је могуће да сигнализација дође прекасно или сувише изненадна или да недостаје. Типична контрола саобраћаја на путу су привремени знакови, саобраћајни чуњеви, табле за баријере и стубови олика слова Т, као и други облици уређаја за упозорење. У свакој земљи постоје стандарди привремене контроле саобраћаја (одржавања саобраћаја) за различите врсте радова на путу.
Радови на путу се често изводе током ноћи како би се смањило ометање саобраћаја.
Тренутно постоји врло мало извора тачних информација о радовима на путевима који извештавају о статусу текућих и будућих радова. У Великој Британији постих веб страница, која је део иницијативе коју води ELGIN, и која има за циљ да обезбеди национални скуп података о радовима на путевима у циљу координације и извештавања. Тиме су обухваћене информације о радовима на путевима које достављају локалне власти и националне агенције попут Агенције за аутопутеве.

## Подела

### Путеви
Пре самог почетка градње пута изврше се потребни земљани радови, тако што се машином изравна, уклони трава и камење и тако добије равна површина по којој се може наставити са започетом градњом. После уравнавања површине следи њено подизање до висине на којој се треба налазити пут, а то се ради тако што се најпре наспу шљунак и уситњени камен. Када се након тога уради хидроизолација, следи асфалтирање подлоге. Када се асфалт спреми и постави, површина се очисти, а затим мало похаба багером. Како би се асфалт добро везао, нанесе се мало катрана и сачека се да се све то осуши.